# Birger Oldermark
Birger Natanael Oldermark, född Gustafson 30 december 1898 i Stora Malms församling, Södermanlands län, död 18 december 1984 i Uppsala domkyrkoförsamling, Uppsala län, var en svensk tonsättare, dirigent och musikpedagog.

## Biografi
Oldermark studerade vid Kungliga musikkonservatoriet och avlade musiklärarexamen  1925 och organistexamen 1927. Han var musiklärare i Västerås 1919–1930, vid Luleå folkskoleseminarium 1931–1940, vid folkskoleseminariet och kommunala flickskolan i Uppsala 1940–1967.
Birger Oldermark var ledare för ett stort antal körer och musiksällskap, bland annat i Västmanland, för Luleå orkesterförening, för Luleå allmänna manskör, för Upplands sångarförbund och för Uppsala domkyrkas gosskör 1946–1967. Han gav ut pedagogisk litteratur för skolbruk. Han invaldes som associé nr 214 i Kungliga Musikaliska Akademien den 19 maj 1960 och blev ledamot 763 den 1 juli 1971. År 1963 tilldelades han medaljen Illis quorum. Oldermark är begravd på Uppsala gamla kyrkogård.